# チャールズ3世とカミラの戴冠式
チャールズ3世とカミラの戴冠式（英語: Coronation of Charles III and Camilla）は、ウェストミンスター寺院において、2023年5月6日に挙行された、チャールズ3世および彼の妻カミラのイギリスおよびその他の英連邦王国国王・王妃としての戴冠式である。8ヶ月前の2022年9月8日、チャールズ3世は彼の母親である女王エリザベス2世が崩御した事によって、即位した。
儀式は、聖公会の聖餐を中心として構成された。それには、チャールズによる宣誓、聖油の塗油、連合王国の戴冠宝器の受領が含まれており、彼の精神的役割や世俗的責任が強調された。イングランド国教会とイギリス王室の代表者および、英連邦王国の人々も彼に対する忠誠を宣誓した。カミラの戴冠は、より短縮された簡素な形での儀式が行われた。儀式が終了した後、イギリス王族たちは、バッキンガム宮殿まで行列を組んで移動、そして宮殿の前方と後方のバルコニーに姿をあらわした。儀式は、イギリス国内における数ある信仰、文化、共同体を横断する目的で、過去のイギリス君主の戴冠式の式次第から大きな変更が加えられた物になり、70年前の1953年6月2日に行われた先代女王エリザベス2世の戴冠式と比較して時間も短縮された。
戴冠式は、イギリスおよびその他の英連邦王国において祝賀と抗議の双方の反応を呼んだ。イギリスにおける祝賀行事は、ブロックパーティ、教会での特別記念礼拝、5月7日にウィンザー城で行われた戴冠式コンサートなどが含まれていた。イギリス国内では、ピーク時で2,040万人の人々がテレビで戴冠式の模様を視聴した。2023年4月に行われた調査によれば、イギリスの世論は、この儀式とその資金調達に関して相反する考えを抱いている事を示唆した。ロンドンとウィンザーで行われた祝賀行事は多くの観客を集めた一方、共和主義者のグループが抗議活動を行った。抗議活動に関する容疑で、52人が逮捕された事に、ヒューマン・ライツ・ウォッチが非難声明を発した。英連邦王国のアンティグア・バーブーダ、オーストラリア、カナダ、ニュージーランド、パプアニューギニア、ソロモン諸島などの各国でも祝賀行事が挙行された。しかし、英連邦王国の一部の政治団体は、この式典を共和主義者の信条を表明する好機と見なし、イギリスによる植民地支配の影響を強調した。
チャールズ3世とカミラの戴冠式は、先代のエリザベス2世以来70年ぶりかつ21世紀に入って初めて行われたイギリス君主の戴冠式であり、1066年にウェストミンスター寺院で行われたウィリアム1世（ウィリアム征服王）の戴冠式から数えて40回目の戴冠式となった。非公式に推計された儀式のために使われた予算は、5千万から2億5千万ポンドの間と見られている。
日本からは、天皇徳仁の名代として皇嗣秋篠宮文仁親王・同妃紀子が参列した。3日後の5月9日に、宮内庁皇嗣職は「秋篠宮皇嗣同妃両殿下のご印象（英国ご訪問を終えて）」を公表した。

## 準備

### 背景
チャールズ3世は、2022年9月8日、木曜日の英国夏時間15時10分に彼の母親であるエリザベス2世の崩御に伴い国王に即位した。彼は、9月10日、土曜日にイギリスの王位継承評議会により、即位が布告された。その後、その他の英連邦王国でも布告が行われた。エリザベスが女王であった時代、チャールズの戴冠式の計画は、ゴールデン・オーブ（金の宝珠）作戦の暗号で呼ばれており、少なくとも年に一度は、イギリス政府、イングランド国教会、チャールズの代表が同席する検討会議が開かれていた。

### 儀式と進行

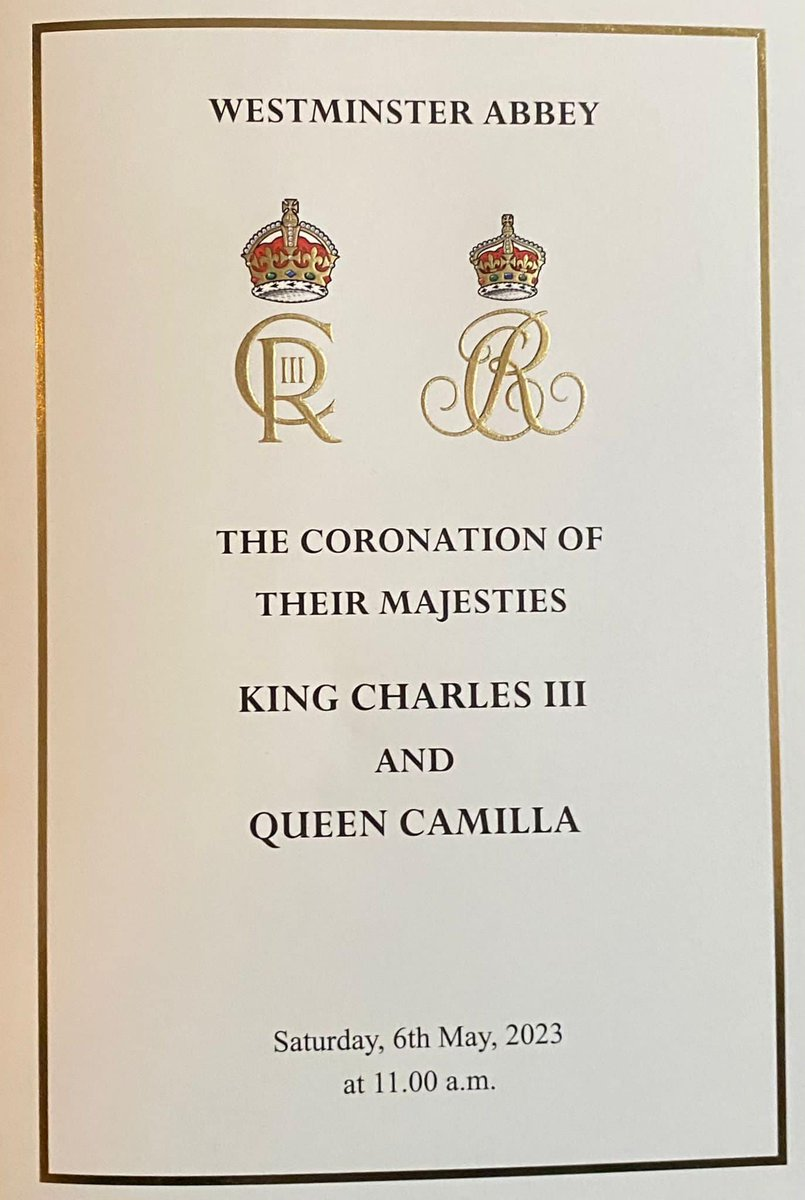
戴冠式の式次第

戴冠式の組織的責任は、軍務伯であるノーフォーク公が負い枢密院が儀式の準備に当たった。2022年10月11日、戴冠式が2023年5月6日に行われる事が発表されたが、これは儀式前、エリザベス2世女王の死に対する十分な哀悼を行うための選択だった。
式典には王族に加え及び世界各国の君主ないし首脳ら約２千人余りが参列した。式典で、国王チャールズ3世はイギリス連邦の統治を「厳粛に約束する」と宣誓した。国王チャールズ3世はイングランド国教会における最高位聖職者のカンタベリー大司教のジャスティン・ウェルビーから「聖エドワード王冠」を授かり、カミラ王妃も冠をかぶせられた。また、国王の意向でキリスト教以外の宗教代表が初めて式の進行に携わった。ヒンドゥー教徒であるリシ・スナク首相が聖書朗読を行い、女性聖職者が新約聖書の一部を読み上げるなど「多様性」を重視する試みがなされた。